# Greenock Morton Football Club
Il Greenock Morton Football Club, meglio noto come Greenock Morton oppure Morton, è una società calcistica scozzese con sede nella città di Greenock. Milita in Scottish Championship, secondo livello del calcio scozzese.
Nel suo palmarès c'è una Scottish Cup, conquistata nel 1922.

## Storia
Il club fu fondato nel 1874 come Morton Football Club, nome che probabilmente trae origine da Morton Terrace, una fila di case vicino al primo campo da gioco. Esordì nei campionati nazionali nel 1893, partecipando alla Scottish Division Two. Qui trascorse sette anni, finché nella stagione 1899-1900 arrivò secondo e fu promosso in Division One. Nella prima stagione in massima serie si piazzò quarto, ma nelle stagioni seguenti finì quasi sempre nella parte medio-bassa della classifica.
Negli anni ’10 il Morton riprese slancio e ottenne i suoi migliori risultati in campionato: arrivò due volte quarto, tre volte terzo (1915-16, 1917-18, 1918-19) e perfino secondo nella stagione 1916-17, dietro al Celtic. Nel 1922 vinse la Coppa di Scozia battendo in finale i Rangers per 1-0. Nonostante il successo, in quel decennio ebbe un’altra involuzione che si concluse con la retrocessione (campionato 1926-27) dopo 27 anni consecutivi in Division One, che tornò a disputare tra il 1929 e il 1933 e poi nella stagione 1937-38.
Nel 1946, alla ripresa dei campionati nazionali, fu inserito in massima serie, ma in pochi anni retrocesse. Nel 1948 fu di nuovo finalista in Scottish Cup contro i Rangers, ma stavolta il Morton perse 1-0 al replay. Si riaffacciò in Division One nel 1964, anno in cui perse la Scottish League Cup sempre contro i Rangers (5-0), e poi nel 1967, e da lì riuscì a mantenere la categoria fino alla stagione 1974-75, l’ultima prima della riforma dei campionati e della nuova Scottish Premier Division. Il Morton disputò la Premier per sette volte, dal 1978-79 al 1982-83, nel 1984-85 e nel 1987-88, sua ultima stagione in massima serie. In First Division non ottenne risultati migliori di metà classifica e nel 1994 retrocesse in Second Division.
Nel 1994, per saldare il legame con la città, il club prese il nome di Greenock Morton Football Club e tornò subito in First Division. Nella stagione successiva si classificò terzo, con gli stessi punti del Dundee United che venne promosso in Premier Division per la migliore differenza reti. Rimase dunque in seconda serie fino al 2001, poi con una doppia retrocessione in due anni, dovuta anche per problemi finanziari, sprofondò in Third Division, dalla quale risalì dopo una stagione.
Riconquistò la First Division nel 2007 mantenendola, eccetto la stagione 2014-15, fino agli anni recenti in cui è diventata Scottish Championship. Il Greenock Morton ha raggiunto i play-off nella stagione 2016-17, grazie al 4º posto, ma è stato subito estromesso dalla corsa per la Premiership dal Dundee United. Successivamente si è classificato 7° nel 2017-18, 5° nel 2018-19 e ancora 7° nel campionato 2019-20, interrotto per la pandemia di COVID-19. 
In Championship 2020-21 arriva 9º e mantiene la categoria vincendo lo spareggio promozione-retrocessione contro gli Airdrieonians, secondi in League One. Nella stagione successiva registra un altro 7º posto, poi due piazzamenti consecutivi in 5ª posizione nei campionati 2022-23 e 2023-24.

## Stadio
Il Greenock Morton gioca le proprie partite interne al Cappielow Park, costruito nel 1879 e con una capienza di 11589 posti.

## Palmarès

### Competizioni nazionali
- Coppa di Scozia: 1

1921-1922
- Scottish First Division: 6

1949–1950, 1963–1964, 1966–1967, 1977–1978, 1983–1984, 1986–1987
- Scottish Second Division: 3

1994–1995, 2006–2007, 2014–2015
- Scottish Third Division: 1

2002-2003

#### Competizioni regionali
- Renfrewshire Cup: 52[2]

1892-1893, 1898-1899, 1900-1901, 1901-1902, 1902-1903, 1904-1905, 1905-1906, 1906-1907, 1907-1908, 1911-1912, 1912-1913, 1913-1914, 1914-1915, 1917-1918, 1919-1920, 1921-1922, 1922-1923, 1930-1931, 1934-1935, 1936-1937, 1938-1939, 1914-1942, 1942-1943, 1944-1945, 1948-1949, 1950-1951, 1951-1952, 1952-1953, 1955-1956, 1956-1957, 1957-1958, 1961-1962, 1963-1964, 1964-1965, 1965-1966, 1967-1968,1971-1972, 1972-1973, 1977-1978, 1978-1979, 1986-1987, 1988-1989, 1990-1991, 1991-1992, 1993-1994, 1994-1995, 1995-1996, 1996-1997, 2002-2003, 2003-2004, 2004-2005, 2012-2013

### Altri piazzamenti
- Campionato scozzese:

Secondo posto: 1916-1917
Terzo posto: 1915-1916, 1917-1918, 1918-1919
- Scottish Championship:

Secondo posto: 1899-1900, 1928-1929, 1936-1937, 2012-2013
- Coppa di Scozia:

Finalista: 1947-1948
Semifinalista: 1896-1897, 1903-1904, 1919-1920, 1936-1937, 1967-1968, 1968-1969, 1980-1981
- Scottish League Cup:

Finalista: 1963-1964
Semifinalista: 1964-1965, 1967-1968, 1979-1980, 2016-2017
- Scottish Challenge Cup:

Finalista: 1992-1993
Semifinalista: 1996-1997, 1997-1998, 2005-2006, 2006-2007, 2007-2008, 2008-2009
- Navy and Army War Fund Shield:

Finalista: 1918
- Coppa anglo-scozzese:

Semifinalista: 1979-1980

## Statistiche e record

### Partecipazione ai campionati
| Livello | Categoria                 | Partecipazioni | Debutto   | Ultima stagione | Totale |
| ------- | ------------------------- | -------------- | --------- | --------------- | ------ |
| 1°      | Scottish Football League  | 6              | 1915-1916 | 1920-1921       | 54     |
| 1°      | Scottish Division One     | 37             | 1900-1901 | 1974-1975       | 54     |
| 1°      | Scottish Division A       | 4              | 1946-1947 | 1950-1951       | 54     |
| 1°      | Scottish Premier Division | 7              | 1978-1979 | 1987-1988       | 54     |
| 2°      | Scottish Division Two     | 27             | 1893-1894 | 1966-1967       | 63     |
| 2°      | Scottish Division B       | 1              | 1949-1950 | 1949-1950       | 63     |
| 2°      | Scottish First Division   | 24             | 1975-1976 | 2012-2013       | 63     |
| 2°      | Scottish Championship     | 11             | 2013-2014 | 2024-2025       | 63     |
| 3°      | Scottish Second Division  | 6              | 1994-1995 | 2006-2007       | 7      |
| 3°      | Scottish League One       | 1              | 2014-2015 | 2014-2015       | 7      |
| 4°      | Scottish Third Division   | 1              | 2002-2003 | 2002-2003       | 1      |

### Statistiche nelle competizioni UEFA
Tabella aggiornata alla fine della stagione 2020-2021.
| Competizione      | Partecipazioni | G | V | N | P | RF | RS |
| ----------------- | -------------- | - | - | - | - | -- | -- |
| Coppa delle Fiere | 1              | 2 | 0 | 0 | 2 | 3  | 9  |

## Organico

### Rosa 2024-2025
| N. |                    | Ruolo | Calciatore       |
| -- | ------------------ | ----- | ---------------- |
| 1  | Scozia (bandiera)  | P     | Ryan Mullen      |
| 2  | Scozia (bandiera)  | D     | Jack Harkness    |
| 3  | Scozia (bandiera)  | D     | Lewis Strapp     |
| 4  | Irlanda (bandiera) | D     | Darragh O'Connor |
| 5  | Scozia (bandiera)  | D     | Jack Baird       |
| 6  | Scozia (bandiera)  | D     | Calum Waters     |
| 7  | Scozia (bandiera)  | A     | Steven Boyd      |
| 8  | Scozia (bandiera)  | C     | Cameron Blues    |
| 9  | Scozia (bandiera)  | A     | Robbie Muirhead  |
| 10 | Scozia (bandiera)  | A     | Jai Quitongo     |
| 14 | Scozia (bandiera)  | C     | Ali Crawford     |

| N. |                        | Ruolo | Calciatore        |
| -- | ---------------------- | ----- | ----------------- |
| 15 | Scozia (bandiera)      | D     | Kirk Broadfoot    |
| 17 | Scozia (bandiera)      | C     | Lewis McGrattan   |
| 18 | Scozia (bandiera)      | C     | Michael Garrity   |
| 19 | Inghilterra (bandiera) | C     | Jack Bearne       |
| 20 | Irlanda (bandiera)     | C     | Alan Power        |
| 21 | Scozia (bandiera)      | C     | Grant Gillespie   |
| 22 | Scozia (bandiera)      | A     | Alexander Easdale |
| 26 | Inghilterra (bandiera) | D     | Tyler French      |
| 27 | Inghilterra (bandiera) | C     | Iain Wilson       |
| 30 | Scozia (bandiera)      | P     | Jamie MacDonald   |

### Rosa 2023-2024
| N. |                        | Ruolo | Calciatore       |
| -- | ---------------------- | ----- | ---------------- |
| 1  | Scozia (bandiera)      | P     | Ryan Mullen      |
| 2  | Scozia (bandiera)      | D     | Jack Harkness    |
| 3  | Scozia (bandiera)      | D     | Lewis Strapp     |
| 4  | Irlanda (bandiera)     | D     | Darragh O'Connor |
| 5  | Scozia (bandiera)      | D     | Jack Baird       |
| 6  | Scozia (bandiera)      | D     | Calum Waters     |
| 7  | Scozia (bandiera)      | A     | Steven Boyd      |
| 8  | Scozia (bandiera)      | C     | Cameron Blues    |
| 9  | Scozia (bandiera)      | A     | Robbie Muirhead  |
| 10 | Scozia (bandiera)      | A     | Jai Quitongo     |
| 14 | Inghilterra (bandiera) | C     | Robbie Crawford  |

| N. |                        | Ruolo | Calciatore        |
| -- | ---------------------- | ----- | ----------------- |
| 15 | Scozia (bandiera)      | D     | Kirk Broadfoot    |
| 17 | Scozia (bandiera)      | C     | Lewis McGrattan   |
| 18 | Scozia (bandiera)      | C     | Michael Garrity   |
| 19 | Inghilterra (bandiera) | C     | Jack Bearne       |
| 20 | Irlanda (bandiera)     | C     | Alan Power        |
| 21 | Scozia (bandiera)      | C     | Grant Gillespie   |
| 22 | Scozia (bandiera)      | A     | Alexander Easdale |
| 26 | Inghilterra (bandiera) | D     | Tyler French      |
| 27 | Inghilterra (bandiera) | C     | Iain Wilson       |
| 30 | Scozia (bandiera)      | P     | Jamie MacDonald   |

### Rosa 2022-2023
| N. |                             | Ruolo | Calciatore      |
| -- | --------------------------- | ----- | --------------- |
| 1  | Inghilterra (bandiera)      | P     | Sam Ramsbottom  |
| 3  | Scozia (bandiera)           | D     | Stephen Welsh   |
| 4  | Irlanda del Nord (bandiera) | D     | Brian McLean    |
| 5  | Scozia (bandiera)           | D     | Peter Grant     |
| 6  | Scozia (bandiera)           | D     | Calum Waters    |
| 7  | Scozia (bandiera)           | C     | Chris Millar    |
| 8  | Scozia (bandiera)           | C     | Jim McAlister   |
| 9  | Scozia (bandiera)           | A     | Robbie Muirhead |
| 10 | Scozia (bandiera)           | A     | Aidan Nesbitt   |
| 11 | Scozia (bandiera)           | A     | Bob McHugh      |
| 12 | Scozia (bandiera)           | C     | Kalvin Orsi     |
| 14 | Inghilterra (bandiera)      | C     | Cameron Salkeld |
| 16 | Scozia (bandiera)           | D     | Lewis Strapp    |

| N. |                        | Ruolo | Calciatore        |
| -- | ---------------------- | ----- | ----------------- |
| 17 | Scozia (bandiera)      | C     | Reece Lyon        |
| 18 | Scozia (bandiera)      | C     | Cameron Blues     |
| 19 | Scozia (bandiera)      | C     | Nicky Cadden      |
| 20 | Irlanda (bandiera)     | P     | Danny Rogers      |
| 21 | Inghilterra (bandiera) | A     | John Sutton       |
| 22 | Scozia (bandiera)      | A     | Alexander Easdale |
| 23 | Scozia (bandiera)      | D     | Darren Hynes      |
| 25 | Scozia (bandiera)      | C     | Lewis McGrattan   |
| 28 | Scozia (bandiera)      | D     | Adam Livingstone  |
| 29 | Inghilterra (bandiera) | C     | Luca Colville     |
| 30 | Scozia (bandiera)      | C     | Ali Crawford      |
| 32 | Scozia (bandiera)      | C     | Billy King        |

### Rosa 2021-2022
| N. |                             | Ruolo | Calciatore      |
| -- | --------------------------- | ----- | --------------- |
| 1  | Inghilterra (bandiera)      | P     | Sam Ramsbottom  |
| 3  | Scozia (bandiera)           | D     | Stephen Welsh   |
| 4  | Irlanda del Nord (bandiera) | D     | Brian McLean    |
| 5  | Scozia (bandiera)           | D     | Peter Grant     |
| 6  | Sudafrica (bandiera)        | C     | Kyle Jacobs     |
| 7  | Scozia (bandiera)           | C     | Chris Millar    |
| 8  | Scozia (bandiera)           | C     | Jim McAlister   |
| 9  | Scozia (bandiera)           | A     | Robbie Muirhead |
| 10 | Scozia (bandiera)           | A     | Aidan Nesbitt   |
| 11 | Scozia (bandiera)           | A     | Bob McHugh      |
| 12 | Scozia (bandiera)           | C     | Kalvin Orsi     |
| 14 | Inghilterra (bandiera)      | C     | Cameron Salkeld |
| 16 | Scozia (bandiera)           | D     | Lewis Strapp    |

| N. |                        | Ruolo | Calciatore        |
| -- | ---------------------- | ----- | ----------------- |
| 17 | Scozia (bandiera)      | C     | Reece Lyon        |
| 18 | Scozia (bandiera)      | C     | Cameron Blues     |
| 19 | Scozia (bandiera)      | C     | Nicky Cadden      |
| 20 | Irlanda (bandiera)     | P     | Danny Rogers      |
| 21 | Inghilterra (bandiera) | A     | John Sutton       |
| 22 | Scozia (bandiera)      | A     | Alexander Easdale |
| 23 | Scozia (bandiera)      | D     | Darren Hynes      |
| 25 | Scozia (bandiera)      | C     | Lewis McGrattan   |
| 28 | Scozia (bandiera)      | D     | Adam Livingstone  |
| 29 | Inghilterra (bandiera) | C     | Luca Colville     |
| 30 | Scozia (bandiera)      | D     | Jack Baird        |
| 32 | Scozia (bandiera)      | C     | Billy King        |

### Rosa 2020-2021
| N. |                             | Ruolo | Calciatore      |
| -- | --------------------------- | ----- | --------------- |
| 1  | Inghilterra (bandiera)      | P     | Sam Ramsbottom  |
| 3  | Scozia (bandiera)           | D     | Stephen Welsh   |
| 4  | Irlanda del Nord (bandiera) | D     | Brian McLean    |
| 5  | Scozia (bandiera)           | D     | Peter Grant     |
| 6  | Sudafrica (bandiera)        | C     | Kyle Jacobs     |
| 7  | Scozia (bandiera)           | C     | Chris Millar    |
| 8  | Scozia (bandiera)           | C     | Jim McAlister   |
| 9  | Scozia (bandiera)           | A     | Robbie Muirhead |
| 10 | Scozia (bandiera)           | A     | Aidan Nesbitt   |
| 11 | Scozia (bandiera)           | A     | Bob McHugh      |
| 12 | Scozia (bandiera)           | C     | Kalvin Orsi     |
| 14 | Inghilterra (bandiera)      | C     | Cameron Salkeld |
| 16 | Scozia (bandiera)           | D     | Lewis Strapp    |

| N. |                        | Ruolo | Calciatore        |
| -- | ---------------------- | ----- | ----------------- |
| 17 | Scozia (bandiera)      | C     | Reece Lyon        |
| 18 | Scozia (bandiera)      | C     | Cameron Blues     |
| 19 | Scozia (bandiera)      | C     | Nicky Cadden      |
| 20 | Irlanda (bandiera)     | P     | Danny Rogers      |
| 21 | Inghilterra (bandiera) | A     | John Sutton       |
| 22 | Scozia (bandiera)      | A     | Alexander Easdale |
| 23 | Scozia (bandiera)      | D     | Darren Hynes      |
| 25 | Scozia (bandiera)      | C     | Lewis McGrattan   |
| 28 | Scozia (bandiera)      | D     | Adam Livingstone  |
| 29 | Inghilterra (bandiera) | C     | Luca Colville     |
| 30 | Scozia (bandiera)      | D     | Jack Baird        |
| 32 | Scozia (bandiera)      | C     | Billy King        |

### Rosa 2019-2020
| N. |                             | Ruolo | Calciatore      |
| -- | --------------------------- | ----- | --------------- |
| 1  | Inghilterra (bandiera)      | P     | Sam Ramsbottom  |
| 3  | Scozia (bandiera)           | D     | Stephen Welsh   |
| 4  | Irlanda del Nord (bandiera) | D     | Brian McLean    |
| 5  | Scozia (bandiera)           | D     | Peter Grant     |
| 6  | Sudafrica (bandiera)        | C     | Kyle Jacobs     |
| 7  | Scozia (bandiera)           | C     | Chris Millar    |
| 8  | Scozia (bandiera)           | C     | Jim McAlister   |
| 9  | Scozia (bandiera)           | A     | Robbie Muirhead |
| 10 | Scozia (bandiera)           | A     | Aidan Nesbitt   |
| 11 | Scozia (bandiera)           | A     | Bob McHugh      |
| 12 | Scozia (bandiera)           | C     | Kalvin Orsi     |
| 14 | Inghilterra (bandiera)      | C     | Cameron Salkeld |
| 16 | Scozia (bandiera)           | D     | Lewis Strapp    |

| N. |                        | Ruolo | Calciatore        |
| -- | ---------------------- | ----- | ----------------- |
| 17 | Scozia (bandiera)      | C     | Reece Lyon        |
| 18 | Scozia (bandiera)      | C     | Cameron Blues     |
| 19 | Scozia (bandiera)      | C     | Nicky Cadden      |
| 20 | Irlanda (bandiera)     | P     | Danny Rogers      |
| 21 | Inghilterra (bandiera) | A     | John Sutton       |
| 22 | Scozia (bandiera)      | A     | Alexander Easdale |
| 23 | Scozia (bandiera)      | D     | Darren Hynes      |
| 25 | Scozia (bandiera)      | C     | Lewis McGrattan   |
| 28 | Scozia (bandiera)      | D     | Adam Livingstone  |
| 29 | Inghilterra (bandiera) | C     | Luca Colville     |
| 30 | Scozia (bandiera)      | D     | Jack Baird        |
| 32 | Scozia (bandiera)      | C     | Billy King        |

### Rosa 2018-2019
| N. |                      | Ruolo | Calciatore      |
| -- | -------------------- | ----- | --------------- |
| 1  | Scozia (bandiera)    | P     | Derek Gaston    |
| 2  | Scozia (bandiera)    | D     | Lee Kilday      |
| 3  | Australia (bandiera) | D     | Jack Iredale    |
| 4  | Scozia (bandiera)    | D     | Gregor Buchanan |
| 5  | Scozia (bandiera)    | D     | Kerr Waddell    |
| 6  | Scozia (bandiera)    | C     | Charlie Telfer  |
| 7  | Scozia (bandiera)    | C     | Chris Millar    |
| 8  | Scozia (bandiera)    | C     | Jim McAlister   |
| 9  | Scozia (bandiera)    | A     | Denny Johnstone |
| 10 | Scozia (bandiera)    | A     | Robert Thomson  |
| 11 | Scozia (bandiera)    | A     | Robert McHugh   |

| N. |                   | Ruolo | Calciatore      |
| -- | ----------------- | ----- | --------------- |
| 12 | Scozia (bandiera) | C     | Michael Tidser  |
| 14 | Scozia (bandiera) | A     | Gary Harkins    |
| 15 | Scozia (bandiera) | C     | Scott Tiffoney  |
| 17 | Scozia (bandiera) | D     | Mark Russell    |
| 18 | Scozia (bandiera) | C     | Connor McManus  |
| 19 | Canada (bandiera) | D     | Luca Gasparotto |
| 20 | Scozia (bandiera) | P     | Ross Doohan     |
| 21 | Scozia (bandiera) | C     | Ruaridh Langan  |
| 22 | Scozia (bandiera) | A     | Ben Armour      |
| 23 | Scozia (bandiera) | D     | Darren Barr     |

### Rosa 2017-2018
| N. |                   | Ruolo | Calciatore     |
| -- | ----------------- | ----- | -------------- |
| 1  | Scozia (bandiera) | P     | Derek Gaston   |
| 2  | Scozia (bandiera) | D     | Lee Kilday     |
| 3  | Scozia (bandiera) | D     | Andy Murdoch   |
| 4  | Scozia (bandiera) | D     | Thomas O'Ware  |
| 5  | Scozia (bandiera) | D     | Ricki Lamie    |
| 6  | Scozia (bandiera) | D     | Michael Doyle  |
| 7  | Scozia (bandiera) | A     | Gary Oliver    |
| 8  | Scozia (bandiera) | C     | Ross Forbes    |
| 9  | Scozia (bandiera) | A     | Jai Quitongo   |
| 10 | Scozia (bandiera) | A     | Robert Thomson |
| 11 | Scozia (bandiera) | A     | Robert McHugh  |

| N. |                   | Ruolo | Calciatore      |
| -- | ----------------- | ----- | --------------- |
| 12 | Scozia (bandiera) | C     | Michael Tidser  |
| 14 | Scozia (bandiera) | A     | Gary Harkins    |
| 15 | Scozia (bandiera) | C     | Scott Tiffoney  |
| 17 | Scozia (bandiera) | D     | Mark Russell    |
| 18 | Scozia (bandiera) | C     | Connor McManus  |
| 19 | Canada (bandiera) | D     | Luca Gasparotto |
| 20 | Scozia (bandiera) | P     | Ross Doohan     |
| 21 | Scozia (bandiera) | C     | Ruaridh Langan  |
| 22 | Scozia (bandiera) | A     | Ben Armour      |
| 23 | Scozia (bandiera) | D     | Darren Barr     |

### Rosa 2016-2017
| N. |                        | Ruolo | Calciatore     |
| -- | ---------------------- | ----- | -------------- |
| 1  | Scozia (bandiera)      | P     | Derek Gaston   |
| 2  | Scozia (bandiera)      | D     | Lee Kilday     |
| 3  | Scozia (bandiera)      | D     | Ricki Lamie    |
| 4  | Scozia (bandiera)      | D     | Thomas O'Ware  |
| 6  | Scozia (bandiera)      | C     | Michael Doyle  |
| 7  | Scozia (bandiera)      | C     | Gary Oliver    |
| 8  | Scozia (bandiera)      | C     | Ross Forbes    |
| 9  | Inghilterra (bandiera) | A     | Kudus Oyenuga  |
| 10 | Scozia (bandiera)      | C     | Jamie Lindsay  |
| 11 | Scozia (bandiera)      | C     | Aidan Nesbitt  |
| 12 | Scozia (bandiera)      | C     | Michael Tidser |
| 14 | Scozia (bandiera)      | A     | Jon Scullion   |

| N. |                             | Ruolo | Calciatore     |
| -- | --------------------------- | ----- | -------------- |
| 15 | Irlanda (bandiera)          | C     | Conor Pepper   |
| 16 | Irlanda del Nord (bandiera) | C     | Caolan McAleer |
| 17 | Scozia (bandiera)           | D     | Mark Russell   |
| 18 | Irlanda del Nord (bandiera) | A     | Jamie McDonagh |
| 19 | Scozia (bandiera)           | A     | Luke Donnelly  |
| 20 | Inghilterra (bandiera)      | P     | Bryn Halliwell |
| 21 | Scozia (bandiera)           | C     | Andy Murdoch   |
| 24 | Scozia (bandiera)           | A     | Jai Quitongo   |
| 30 | Scozia (bandiera)           | P     | Jamie McGowan  |
| 37 | Scozia (bandiera)           | C     | Scott Tiffoney |
| 39 | Scozia (bandiera)           | D     | Lewis Strapp   |

### Rosa 2015-2016
| N. |                   | Ruolo | Calciatore       |
| -- | ----------------- | ----- | ---------------- |
| 1  | Scozia (bandiera) | P     | Derek Gaston     |
| 2  | Scozia (bandiera) | D     | Lee Kilday       |
| 3  | Scozia (bandiera) | D     | Ricki Lamie      |
| 4  | Scozia (bandiera) | D     | Thomas O'Ware    |
| 5  | Scozia (bandiera) | D     | Frank McKeown    |
| 6  | Scozia (bandiera) | C     | Michael Miller   |
| 7  | Scozia (bandiera) | C     | Joe McKee        |
| 8  | Scozia (bandiera) | C     | Ross Forbes      |
| 9  | Scozia (bandiera) | A     | Denny Johnstone  |
| 10 | Scozia (bandiera) | A     | Peter MacDonald  |
| 11 | Scozia (bandiera) | A     | Stefan McCluskey |

| N. |                    | Ruolo | Calciatore      |
| -- | ------------------ | ----- | --------------- |
| 12 | Scozia (bandiera)  | A     | Jon Scullion    |
| 14 | Scozia (bandiera)  | C     | Michael Tidser  |
| 15 | Irlanda (bandiera) | C     | Conor Pepper    |
| 16 | Scozia (bandiera)  | C     | Bobby Barr      |
| 17 | Scozia (bandiera)  | D     | Mark Russell    |
| 18 | Galles (bandiera)  | A     | Alex Samuel     |
| 19 | Canada (bandiera)  | D     | Luca Gasparotto |
| 20 | Scozia (bandiera)  | P     | Andy McNeil     |
| 21 | Scozia (bandiera)  | A     | Declan McManus  |
| 33 | Scozia (bandiera)  | A     | Paul McMullan   |

## Tifoseria

### Rivalità
La rivalità più sentita è col St. Mirren, con cui il Greenock Morton disputa il Derby del Renfrewshire, la contea a cui appartengono entrambi. Il primo incontro tra le due squadre risale al 1885.